# Campeonato Europeo de Balonmano Masculino de 2004
El VI Campeonato Europeo de Balonmano Masculino se celebró en Eslovenia entre el 22 de enero y el 1 de febrero de 2004 bajo la organización de la Federación Europea de Balonmano (EHF) y la Federación Eslovena de Balonmano.

## Sedes
| Grupo              | Ciudad    | Instalación       | Capacidad |
| ------------------ | --------- | ----------------- | --------- |
| A                  | Velenje   | Pabellón Rdeča    | 4000      |
| B, II y fase final | Liubliana | Pabellón Tivoli   | 7000      |
| C y I              | Celje     | Pabellón Zlatorog | 4600      |
| D                  | Koper     | Pabellón Bonifika | 3200      |

## Grupos
| Grupo A | Grupo B   | Grupo C         | Grupo D             |
| ------- | --------- | --------------- | ------------------- |
| Suecia  | Dinamarca | Hungría         | Serbia y Montenegro |
| Ucrania | Portugal  | Islandia        | Polonia             |
| Rusia   | Croacia   | Eslovenia       | Francia             |
| Suiza   | España    | República Checa | Alemania            |

## Primera Fase
Los tres primeros de cada grupo alcanzan la fase principal. Los equipos restantes juegan entre sí por los puestos 13 a 16.

### Grupo A
| Equipo  | J | G | E | P | GF | GC | DG  | PTS |
| ------- | - | - | - | - | -- | -- | --- | --- |
| Rusia   | 3 | 3 | 0 | 0 | 87 | 74 | +13 | 6   |
| Suecia  | 3 | 2 | 0 | 1 | 93 | 79 | +14 | 4   |
| Suiza   | 3 | 1 | 0 | 2 | 69 | 85 | -16 | 2   |
| Ucrania | 3 | 0 | 0 | 3 | 74 | 85 | -11 | 0   |

| Fecha    | Partido | Partido | Partido | Resultado |
| -------- | ------- | ------- | ------- | --------- |
| 22.01.04 | Rusia   | -       | Suiza   | 28-20     |
| 22.01.04 | Suecia  | -       | Ucrania | 31-25     |
| 24.01.04 | Suiza   | -       | Suecia  | 24-35     |
| 24.01.04 | Ucrania | -       | Rusia   | 27-29     |
| 25.01.04 | Ucrania | -       | Suiza   | 22-25     |
| 25.01.04 | Suecia  | -       | Rusia   | 27-30     |

### Grupo B
| Equipo    | J | G | E | P | GF | GC  | DG  | PTS |
| --------- | - | - | - | - | -- | --- | --- | --- |
| Croacia   | 3 | 2 | 1 | 0 | 88 | 86  | +2  | 5   |
| Dinamarca | 3 | 2 | 0 | 1 | 85 | 78  | +7  | 4   |
| España    | 3 | 1 | 0 | 2 | 82 | 81  | +1  | 2   |
| Portugal  | 3 | 0 | 1 | 2 | 91 | 101 | -10 | 1   |

| Fecha    | Partido   | Partido | Partido   | Resultado |
| -------- | --------- | ------- | --------- | --------- |
| 22.01.04 | España    | -       | Croacia   | 29-30     |
| 22.01.04 | Dinamarca | -       | Portugal  | 36-32     |
| 24.01.04 | Portugal  | -       | España    | 27-33     |
| 24.01.04 | Croacia   | -       | Dinamarca | 26-25     |
| 25.01.04 | Croacia   | -       | Portugal  | 32-32     |
| 25.01.04 | Dinamarca | -       | España    | 24-20     |

### Grupo C
| Equipo          | J | G | E | P | GF  | GC | DG  | PTS |
| --------------- | - | - | - | - | --- | -- | --- | --- |
| Eslovenia       | 3 | 2 | 1 | 0 | 100 | 90 | +10 | 5   |
| Hungría         | 3 | 2 | 1 | 0 | 91  | 83 | +8  | 5   |
| República Checa | 3 | 0 | 1 | 2 | 88  | 97 | -9  | 1   |
| Islandia        | 3 | 0 | 1 | 2 | 87  | 96 | -9  | 1   |

| Fecha    | Partido         | Partido | Partido         | Resultado |
| -------- | --------------- | ------- | --------------- | --------- |
| 22.01.04 | República Checa | -       | Hungría         | 25-30     |
| 22.01.04 | Islandia        | -       | Eslovenia       | 28-34     |
| 23.01.04 | Hungría         | -       | Islandia        | 32-29     |
| 23.01.04 | Eslovenia       | -       | República Checa | 37-33     |
| 25.01.04 | Islandia        | -       | República Checa | 30-30     |
| 25.01.04 | Eslovenia       | -       | Hungría         | 29-29     |

### Grupo D
| Equipo              | J | G | E | P | GF | GC  | DG  | PTS |
| ------------------- | - | - | - | - | -- | --- | --- | --- |
| Francia             | 3 | 2 | 1 | 0 | 81 | 74  | +7  | 5   |
| Serbia y Montenegro | 3 | 2 | 0 | 1 | 86 | 78  | +8  | 4   |
| Alemania            | 3 | 1 | 1 | 1 | 96 | 89  | +7  | 3   |
| Polonia             | 3 | 0 | 0 | 3 | 86 | 108 | -22 | 0   |

| Fecha    | Partido             | Partido | Partido             | Resultado |
| -------- | ------------------- | ------- | ------------------- | --------- |
| 22.01.04 | Francia             | -       | Polonia             | 29-25     |
| 22.01.04 | Alemania            | -       | Serbia y Montenegro | 26-28     |
| 23.01.04 | Serbia y Montenegro | -       | Francia             | 20-23     |
| 23.01.04 | Polonia             | -       | Alemania            | 32-41     |
| 25.01.04 | Alemania            | -       | Francia             | 29-29     |
| 25.01.04 | Serbia y Montenegro | -       | Polonia             | 38-29     |

## Segunda fase
Los dos primeros clasificados de cada grupo disputan las semifinales. 

### Grupo I
| Equipo    | J | G | E | P | GF  | GC  | DG  | PTS |
| --------- | - | - | - | - | --- | --- | --- | --- |
| Croacia   | 5 | 4 | 1 | 0 | 138 | 131 | +7  | 9   |
| Dinamarca | 5 | 4 | 0 | 1 | 153 | 125 | +28 | 8   |
| Rusia     | 5 | 3 | 1 | 1 | 149 | 137 | +12 | 7   |
| Suecia    | 5 | 2 | 0 | 3 | 145 | 144 | +1  | 4   |
| España    | 5 | 1 | 0 | 4 | 133 | 143 | -10 | 2   |
| Suiza     | 5 | 0 | 0 | 5 | 115 | 153 | -38 | 0   |

| Fecha    | Partido¹ | Partido¹ | Partido¹  | Resultado |
| -------- | -------- | -------- | --------- | --------- |
| 27.01.04 | Suiza    | -        | España    | 24-26     |
| 27.01.04 | Suecia   | -        | Croacia   | 26-28     |
| 27.01.04 | Rusia    | -        | Dinamarca | 31-36     |
| 28.01.04 | Rusia    | -        | España    | 36-30     |
| 28.02.04 | Suiza    | -        | Croacia   | 27-30     |
| 28.01.04 | Suecia   | -        | Dinamarca | 28-34     |
| 29.01.04 | Suiza    | -        | Dinamarca | 20-34     |
| 29.01.04 | Suecia   | -        | España    | 29-28     |
| 29.01.04 | Rusia    | -        | Croacia   | 24-24     |

- (¹) -  Todos en Celje

### Grupo II
| Equipo              | J | G | E | P | GF  | GC  | DG  | PTS |
| ------------------- | - | - | - | - | --- | --- | --- | --- |
| Alemania            | 5 | 3 | 1 | 1 | 151 | 131 | +20 | 7   |
| Eslovenia           | 5 | 3 | 1 | 1 | 144 | 135 | +9  | 7   |
| Francia             | 5 | 2 | 1 | 2 | 134 | 129 | +5  | 5   |
| Serbia y Montenegro | 5 | 2 | 1 | 2 | 134 | 135 | -1  | 5   |
| Hungría             | 5 | 1 | 2 | 2 | 132 | 140 | -8  | 4   |
| República Checa     | 5 | 1 | 0 | 4 | 147 | 172 | -25 | 2   |

| Fecha    | Partido¹        | Partido¹ | Partido¹            | Resultado |
| -------- | --------------- | -------- | ------------------- | --------- |
| 27.01.04 | Hungría         | -        | Francia             | 21-29     |
| 27.01.04 | República Checa | -        | Alemania            | 27-37     |
| 27.01.04 | Eslovenia       | -        | Serbia y Montenegro | 27-20     |
| 28.01.04 | República Checa | -        | Francia             | 32-31     |
| 28.02.04 | Hungría         | -        | Serbia y Montenegro | 29-29     |
| 28.01.04 | Eslovenia       | -        | Alemania            | 24-31     |
| 29.01.04 | República Checa | -        | Serbia y Montenegro | 30-37     |
| 29.01.04 | Hungría         | -        | Alemania            | 23-28     |
| 29.01.04 | Eslovenia       | -        | Francia             | 27-22     |

- (¹) -  Todos en Ljubljana

## Fase final
|  | Semifinales | Semifinales |    |         | Final         | Final |  |
|  |             |             |    |         |               |       |  |
|  |             |             |    |         |               |       |  |
|  |             |             |    |         |               |       |  |
|  | Croacia     | 25          |    |         |               |       |  |
|  | Eslovenia   | 27          |    |         |               |       |  |
|  |             |             |    |         |               |       |  |
|  |             |             |    |         |               |       |  |
|  |             |             |    |         | Eslovenia     | 25    |  |
|  |             | Alemania    | 30 |         |               |       |  |
|  |             |             |    |         |               |       |  |
|  |             |             |    |         |               |       |  |
|  |             |             |    |         | Tercer Puesto |       |  |
|  |             |             |    |         |               |       |  |
|  | Dinamarca   | 20          |    | Croacia | 27            |       |  |
|  | Alemania    | 22          |    |         | Dinamarca     | 31    |  |

### Semifinales
| Fecha    | Hora² | Partido¹  | Partido¹ | Partido¹  | Resultado |
| -------- | ----- | --------- | -------- | --------- | --------- |
| 31.01.04 | 15:00 | Croacia   | -        | Eslovenia | 25-27     |
| 31.01.04 | 17:30 | Dinamarca | -        | Alemania  | 20-22     |

- (¹) -  En Liubliana
- (²) -  Hora local de Eslovenia (UTC +1)

### Séptimo Puesto
| Fecha    | Hora² | Partido¹ | Partido¹ | Partido¹            | Resultado |
| -------- | ----- | -------- | -------- | ------------------- | --------- |
| 31.01.04 | 12:30 | Suecia   | -        | Serbia y Montenegro | 35-34     |

### Quinto Puesto
| Fecha    | Hora² | Partido¹ | Partido¹ | Partido¹ | Resultado |
| -------- | ----- | -------- | -------- | -------- | --------- |
| 01.02.04 | 12:30 | Rusia    | -        | Francia  | 28-26     |

### Tercer Puesto
| Fecha    | Hora² | Partido¹ | Partido¹ | Partido¹  | Resultado |
| -------- | ----- | -------- | -------- | --------- | --------- |
| 01.02.04 | 15:00 | Croacia  | -        | Dinamarca | 27-31     |

### Final
| Fecha    | Hora² | Partido¹  | Partido¹ | Partido¹ | Resultado |
| -------- | ----- | --------- | -------- | -------- | --------- |
| 01.02.04 | 17:30 | Eslovenia | -        | Alemania | 25-30     |

- (¹) -  En Liubliana
- (²) -  Hora local de Eslovenia (UTC +1)

## Medallero
|          |           |           |
| Alemania | Eslovenia | Dinamarca |

### Clasificación general
| 1. Alemania            |
| 2. Eslovenia           |
| 3. Dinamarca           |
| 4. Croacia             |
| 5. Rusia               |
| 6. Francia             |
| 7. Suecia              |
| 8. Serbia y Montenegro |
| 9. Hungría             |
| 10. España             |
| 11. República Checa    |
| 12. Suiza              |
| 13. Islandia           |
| 14. Portugal           |
| 15. Ucrania            |
| 16. Polonia            |

### Equipo ideal
- Mejor jugador del campeonato —MVP—: Ivano Balić ( Croacia).

| Posición          | Nombre           | País      |
| ----------------- | ---------------- | --------- |
| Portero           | Henning Fritz    | Alemania  |
| Extremo derecho   | Vid Kavtičnik    | Eslovenia |
| Extremo izquierdo | Eduard Kokcharov | Rusia     |
| Pivote            | Michael Knudsen  | Dinamarca |
| Central           | Ivano Balić      | Croacia   |
| Lateral derecho   | Volker Zerbe     | Alemania  |
| Lateral izquierdo | Nikola Karabatić | Francia   |

| Predecesor: Suecia 2002 | Campeonato Europeo de Balonmano VI edición | Sucesor: Suiza 2006 |

- Datos: Q386821